# Archidiecezja Katanii
Archidiecezja Katanii – łac. Archidioecesis Catanensis – archidiecezja Kościoła rzymskokatolickiego we Włoszech, w regionie kościelnym Sycylia. Jest główną diecezją metropolii Katanii. Została erygowana w I wieku. W 1859 papież Pius IX podniósł ją do rangi archidiecezji. 2 grudnia 2000 została podniesiona do rangi metropolii.

## Główne świątynie
- Archikatedra: Katedra św. Agaty w Katanii
- Bazyliki mniejsze:
  - Bazylika Santa Maria dell’Elemosina w Katanii
  - Bazylika Najświętszej Maryi Panny z Góry Karmel w Katanii
  - Bazylika św. Katarzyny Aleksandryjskiej w Pedarze
  - Bazylika Santa Maria dell’Elemosina w Biancavilla